# Commelina somalensis
Commelina somalensis är en himmelsblomsväxtart som beskrevs av Emilio Chiovenda. Commelina somalensis ingår i släktet himmelsblommor, och familjen himmelsblomsväxter. Inga underarter finns listade.